# Lista planetelor minore/121101–121200
Aceasta este Lista planetelor minore/121101–121200; pentru a naviga prin lista completă vezi Lista planetelor minore.
Pentru ale detalii vezi și Proiect:Astronomie sau Portal:Astronomie.
| Nume                  | Denumire provizorie | Data descoperirii | Locul descoperirii     | Descoperitor(i)                     |
| --------------------- | ------------------- | ----------------- | ---------------------- | ----------------------------------- |
| 121101 -              | 1999 FA63           | 22 martie 1999    | Anderson Mesa          | LONEOS                              |
| 121102 -              | 1999 FE63           | 20 martie 1999    | Anderson Mesa          | LONEOS                              |
| 121103 Ericneilsen    | 1999 FX73           | 20 martie 1999    | Apache Point           | SDSS                                |
| 121104 -              | 1999 GQ             | 5 aprilie 1999    | Višnjan Observatory⁠(d) | K. Korlević                         |
| 121105 -              | 1999 GL1            | 7 aprilie 1999    | Oizumi                 | T. Kobayashi                        |
| 121106 -              | 1999 GW1            | 6 aprilie 1999    | Kitt Peak              | Spacewatch                          |
| 121107                | 1999 GF5            | 3 aprilie 1999    | Xinglong⁠(d)            | BAO Schmidt CCD Asteroid Program⁠(d) |
| 121108 -              | 1999 GA7            | 15 aprilie 1999   | Socorro                | LINEAR                              |
| 121109 -              | 1999 GV7            | 9 aprilie 1999    | Anderson Mesa          | LONEOS                              |
| 121110 -              | 1999 GO12           | 12 aprilie 1999   | Kitt Peak              | Spacewatch                          |
| 121111 -              | 1999 GD16           | 9 aprilie 1999    | Socorro                | LINEAR                              |
| 121112 -              | 1999 GG25           | 6 aprilie 1999    | Socorro                | LINEAR                              |
| 121113 -              | 1999 GM25           | 6 aprilie 1999    | Socorro                | LINEAR                              |
| 121114 -              | 1999 GD28           | 7 aprilie 1999    | Socorro                | LINEAR                              |
| 121115 -              | 1999 GO31           | 7 aprilie 1999    | Socorro                | LINEAR                              |
| 121116 -              | 1999 GH42           | 12 aprilie 1999   | Socorro                | LINEAR                              |
| 121117 -              | 1999 GE56           | 9 aprilie 1999    | Kitt Peak              | Spacewatch                          |
| 121118 -              | 1999 GK58           | 7 aprilie 1999    | Socorro                | LINEAR                              |
| 121119 -              | 1999 GZ58           | 12 aprilie 1999   | Socorro                | LINEAR                              |
| 121120 -              | 1999 GQ59           | 12 aprilie 1999   | Socorro                | LINEAR                              |
| 121121 Koyoharugotoge | 1999 HJ3            | 19 aprilie 1999   | Goodricke-Pigott⁠(d)    | R. A. Tucker⁠(d)                     |
| 121122 -              | 1999 HW3            | 21 aprilie 1999   | Woomera⁠(d)             | F. B. Zoltowski⁠(d)                  |
| 121123 -              | 1999 HK4            | 16 aprilie 1999   | Kitt Peak              | Spacewatch                          |
| 121124 -              | 1999 HZ8            | 17 aprilie 1999   | Socorro                | LINEAR                              |
| 121125 -              | 1999 HW9            | 17 aprilie 1999   | Socorro                | LINEAR                              |
| 121126 -              | 1999 JO2            | 8 mai 1999        | Catalina               | CSS                                 |
| 121127 -              | 1999 JF3            | 8 mai 1999        | Reedy Creek            | J. Broughton⁠(d)                     |
| 121128 -              | 1999 JO3            | 6 mai 1999        | Socorro                | LINEAR                              |
| 121129 -              | 1999 JV4            | 10 mai 1999       | Socorro                | LINEAR                              |
| 121130 -              | 1999 JB5            | 10 mai 1999       | Socorro                | LINEAR                              |
| 121131 -              | 1999 JE9            | 7 mai 1999        | Catalina               | CSS                                 |
| 121132 Garydavis      | 1999 JB10           | 8 mai 1999        | Catalina               | CSS                                 |
| 121133 Kenflurchick   | 1999 JN14           | 15 mai 1999       | Goodricke-Pigott⁠(d)    | R. A. Tucker⁠(d)                     |
| 121134 -              | 1999 JT16           | 15 mai 1999       | Kitt Peak              | Spacewatch                          |
| 121135 -              | 1999 JJ26           | 10 mai 1999       | Socorro                | LINEAR                              |
| 121136 -              | 1999 JJ27           | 10 mai 1999       | Socorro                | LINEAR                              |
| 121137 -              | 1999 JV32           | 10 mai 1999       | Socorro                | LINEAR                              |
| 121138 -              | 1999 JB33           | 10 mai 1999       | Socorro                | LINEAR                              |
| 121139 -              | 1999 JF34           | 10 mai 1999       | Socorro                | LINEAR                              |
| 121140 -              | 1999 JZ39           | 10 mai 1999       | Socorro                | LINEAR                              |
| 121141 -              | 1999 JE40           | 10 mai 1999       | Socorro                | LINEAR                              |
| 121142 -              | 1999 JQ40           | 10 mai 1999       | Socorro                | LINEAR                              |
| 121143 -              | 1999 JX44           | 10 mai 1999       | Socorro                | LINEAR                              |
| 121144 -              | 1999 JP45           | 10 mai 1999       | Socorro                | LINEAR                              |
| 121145 -              | 1999 JT59           | 10 mai 1999       | Socorro                | LINEAR                              |
| 121146 -              | 1999 JT67           | 12 mai 1999       | Socorro                | LINEAR                              |
| 121147 -              | 1999 JK69           | 12 mai 1999       | Socorro                | LINEAR                              |
| 121148 -              | 1999 JC71           | 12 mai 1999       | Socorro                | LINEAR                              |
| 121149 -              | 1999 JQ72           | 12 mai 1999       | Socorro                | LINEAR                              |
| 121150 -              | 1999 JV72           | 12 mai 1999       | Socorro                | LINEAR                              |
| 121151 -              | 1999 JH74           | 12 mai 1999       | Socorro                | LINEAR                              |
| 121152 -              | 1999 JU82           | 12 mai 1999       | Socorro                | LINEAR                              |
| 121153 -              | 1999 JQ88           | 14 mai 1999       | Socorro                | LINEAR                              |
| 121154 -              | 1999 JU90           | 12 mai 1999       | Socorro                | LINEAR                              |
| 121155 -              | 1999 JH95           | 12 mai 1999       | Socorro                | LINEAR                              |
| 121156 -              | 1999 JJ96           | 12 mai 1999       | Socorro                | LINEAR                              |
| 121157 -              | 1999 JT97           | 12 mai 1999       | Socorro                | LINEAR                              |
| 121158 -              | 1999 JH98           | 12 mai 1999       | Socorro                | LINEAR                              |
| 121159 -              | 1999 JJ100          | 12 mai 1999       | Socorro                | LINEAR                              |
| 121160 -              | 1999 JL102          | 13 mai 1999       | Socorro                | LINEAR                              |
| 121161 -              | 1999 JG111          | 13 mai 1999       | Socorro                | LINEAR                              |
| 121162 -              | 1999 JY113          | 13 mai 1999       | Socorro                | LINEAR                              |
| 121163 -              | 1999 JM118          | 13 mai 1999       | Socorro                | LINEAR                              |
| 121164 -              | 1999 JO118          | 13 mai 1999       | Socorro                | LINEAR                              |
| 121165 -              | 1999 JU120          | 13 mai 1999       | Socorro                | LINEAR                              |
| 121166 -              | 1999 JC125          | 10 mai 1999       | Socorro                | LINEAR                              |
| 121167 -              | 1999 JE135          | 12 mai 1999       | Socorro                | LINEAR                              |
| 121168 -              | 1999 KS1            | 16 mai 1999       | Kitt Peak              | Spacewatch                          |
| 121169 -              | 1999 KA2            | 16 mai 1999       | Kitt Peak              | Spacewatch                          |
| 121170 -              | 1999 KG7            | 17 mai 1999       | Socorro                | LINEAR                              |
| 121171 -              | 1999 KE9            | 18 mai 1999       | Socorro                | LINEAR                              |
| 121172 -              | 1999 KZ11           | 18 mai 1999       | Socorro                | LINEAR                              |
| 121173 -              | 1999 KE13           | 18 mai 1999       | Socorro                | LINEAR                              |
| 121174 -              | 1999 KK14           | 18 mai 1999       | Socorro                | LINEAR                              |
| 121175 -              | 1999 KU15           | 18 mai 1999       | Socorro                | LINEAR                              |
| 121176 -              | 1999 LH5            | 11 iunie 1999     | Socorro                | LINEAR                              |
| 121177 -              | 1999 LV6            | 7 iunie 1999      | Kitt Peak              | Spacewatch                          |
| 121178 -              | 1999 LS8            | 8 iunie 1999      | Socorro                | LINEAR                              |
| 121179 -              | 1999 LX14           | 10 iunie 1999     | Socorro                | LINEAR                              |
| 121180 -              | 1999 LX15           | 12 iunie 1999     | Socorro                | LINEAR                              |
| 121181 -              | 1999 LC25           | 9 iunie 1999      | Socorro                | LINEAR                              |
| 121182 -              | 1999 LQ31           | 11 iunie 1999     | Kitt Peak              | Spacewatch                          |
| 121183 -              | 1999 LT36           | 7 iunie 1999      | Anderson Mesa          | LONEOS                              |
| 121184 -              | 1999 NH             | 5 iulie 1999      | Farpoint               | G. Bell⁠(d), G. Hug⁠(d)               |
| 121185 -              | 1999 NP             | 7 iulie 1999      | Reedy Creek            | J. Broughton⁠(d)                     |
| 121186 -              | 1999 NR1            | 12 iulie 1999     | Socorro                | LINEAR                              |
| 121187 -              | 1999 NJ13           | 14 iulie 1999     | Socorro                | LINEAR                              |
| 121188 -              | 1999 NR17           | 14 iulie 1999     | Socorro                | LINEAR                              |
| 121189 -              | 1999 NE19           | 14 iulie 1999     | Socorro                | LINEAR                              |
| 121190 -              | 1999 NP19           | 14 iulie 1999     | Socorro                | LINEAR                              |
| 121191 -              | 1999 NT19           | 14 iulie 1999     | Socorro                | LINEAR                              |
| 121192 -              | 1999 NC22           | 14 iulie 1999     | Socorro                | LINEAR                              |
| 121193 -              | 1999 NK22           | 14 iulie 1999     | Socorro                | LINEAR                              |
| 121194 -              | 1999 NQ26           | 14 iulie 1999     | Socorro                | LINEAR                              |
| 121195 -              | 1999 NY29           | 14 iulie 1999     | Socorro                | LINEAR                              |
| 121196 -              | 1999 NY31           | 14 iulie 1999     | Socorro                | LINEAR                              |
| 121197 -              | 1999 NB33           | 14 iulie 1999     | Socorro                | LINEAR                              |
| 121198 -              | 1999 NB35           | 14 iulie 1999     | Socorro                | LINEAR                              |
| 121199 -              | 1999 NC38           | 14 iulie 1999     | Socorro                | LINEAR                              |
| 121200 -              | 1999 NK38           | 14 iulie 1999     | Socorro                | LINEAR                              |